# Niwa Kawamoto
Niwa Kawamoto (in giapponese: 河本にわ; Giappone, 17 settembre 1863 – Azumikawa, 16 novembre 1976) è stata una supercentenaria giapponese che detenne il titolo di decana dell'umanità dal 31 maggio 1975, a seguito della morte della connazionale Mito Umeta, fino alla sua stessa morte, avvenuta all'età di 113 anni e 60 giorni.

## Biografia
Sposatasi a vent'anni, ebbe otto figli e un totale di oltre ottanta discendenti durante la sua vita. Uno dei suoi nipoti era Kakuzo Kawamoto, ex membro della Camera dei consiglieri e rappresentante del Partito Liberal Democratico giapponese. La donna risultava essere l'ultima superstite giapponese documentata del periodo Edo (volendo considerare anche l'anno 1868 come appartenente al periodo Edo, l'ultima superstite giapponese di quel periodo risulta essere Isa Nakayama, nata nel 1868 e morta nel 1977 a quasi 109 anni).
Kawamoto è stata la prima persona giapponese della storia a raggiungere con certezza i 113 anni; al momento della sua morte, avvenuta il 16 novembre 1976 all'età di 113 anni e 60 giorni, risultava la quarta persona più longeva fino a quel momento la cui età fosse stata verificata, dietro alle statunitensi Delina Filkins (1815-1928, 113 anni e 214 giorni), Mary Kelly (1851-1964, 113 anni e 206 giorni) e Betsy Baker (1842-1955, 113 anni e 65 giorni). Inizialmente si riteneva che Kawamoto fosse nata il 5 agosto 1863 e non il 17 settembre; ciò a causa della mancata conversione dalla data di nascita nel calendario giapponese in uso all'epoca a quella corrispondente nel calendario gregoriano.
Niwa Kawamoto è rimasta la persona più longeva della storia della prefettura di Shiga fino al 2019, quando Mina Kitagawa superò la sua età finale (morendo poi nel 2020 a 115 anni e 46 giorni).